# Nossa Senhora da Seringueira do Acre
Nossa Senhora da Seringueira do Acre é um dos títulos atribuído à Virgem Maria, mãe de Jesus, popularmente chamada de Nossa Senhora da Seringueira. Foi padroeira da Terceira República do Acre, sendo posteriormente Co-Padroeira do Estado do Acre. Nossa Senhora da Seringueira do Acre é representada por um quadro da Virgem Maria, com o menino Jesus no braço e um ramo de seringueira na outra mão. Atualmente está entronizada na Catedral Nossa Senhora de Nazaré, localizada na capital do Acre, Rio Branco

## Origem
De acordo com a versão mais aceita entre os religiosos e historiadores, Coronel João Rola, o Major Brandão e o Coronel Hipólito Braga diziam que, conforme afirmavam os antigos, a histórica imagem da Nossa Senhora da Seringueira do Acre fora pintada por um índio boliviano que alegava ter visto Nossa Senhora segurando na mão um ramo de seringueira. O índio boliviano desconhecido só deixou suas inicias L.P.
Na história de como o quadro saiu das mãos dos brasileiros e foi se tornar uma das protetoras dos acreanos, ainda existe muitas divergências e mistérios.
O fato é que o quadro teria sido usado pelos bolivianos durante a Revolução Acreana para fazer uma falsa procissão e enganar os brasileiros. A tela, iria esconder quem ia atirar contra os brasileiros, Plácido de Castro, porém, não acreditou na súbita religiosidade dos inimigos bolivianos e pedindo perdão à Mãe de Jesus abriu fogo, atingindo a tela. Até hoje pode se verificar essas marcas de bala, olhando a pintura.
Urge salientar que não foram encontrados, até agora, documentos que comprovem nenhuma das versões de sua origem. As histórias não estão escritas em papéis, mas permeiam a memória e o imaginário de um povo devoto.
O histórico, feito com base em pesquisa e ajuda do historiador Marcos Vinícius, explica que o quadro desapareceu e passou anos no Rio de Janeiro. Em 1954, de volta ao Acre, vários atos foram realizados com catraias perto da Gameleira. Até 2003, a imagem ficou guardada no Instituto Imaculada Conceição e depois foi levado para o Parque Capitão Ciriáco.

### Versão do Padre José
Sobre o Pintor desconhecido:
“O Coronel João Rola, o Major Brandão e o Coronel Hipólito Braga diziam que, conforme afirmavam os antigos, a histórica imagem da Nossa Senhora da Seringueira fora pintada por um índio boliviano que alegava ter visto Nossa Senhora segurando na mão um ramo de seringueira. O céu realmente foi pintado por um artista. Quem foi ele? No pé esquerdo do quadro, apenas as iniciais L.P.”
Sobre a Captura da Santa:
“Disseram também que este quadro surgiu quando os bolivianos, para enganar os brasileiros de Plácido, fizeram uma procissão com o quadro, ali por perto da Gameleira e, de surpresa, iriam atirar por detrás da imagem e pegar nossos patrícios católicos de surpresa. Mas Plácido não acreditou na súbita religiosidade dos adversários e pedindo perdão à Mãe de Jesus mandou balas para lá, atingindo a tela, como se pode verificar olhando a pintura. Tudo acabou numa vitória dos nossos, sem quase perdas de vidas e com a posse do quadro”.
Sobre o Frei Peregrino e o Contrabando da Santa: “O coronel João Donato de Oliveira, um dia nos revelou que na Embaixada dos Estados Unidos, no Rio de Janeiro havia uma imagem de Nossa Senhora, que fora tomada na Revolução Acreana, e que estava sendo desviada para aquele país por um funcionário da embaixada. Frei Peregrino tomou ciência do fato e dirigiu-se à embaixada onde tratou da historia do quadro. O embaixador admirou-se que pessoal da embaixada estivesse envolvida com isso e mandou que a pintura fosse entregue ao missionário reclamante.  Foi cedido o avião do próprio embaixador, e o adido naval dos Estados Unidos veio pessoalmente a Rio Branco trazer a preciosa carga".

### Outra versão
Fronteiras em Guerra:
"Logo depois da grande vitória da Volta da Empreza (atual Rio Branco), em 15 de outubro de 1902, Plácido recebeu noticias sobre movimentações de tropas bolivianas nos rios Órton, Thauamano e no Abunã. Ousado, decidiu então se internar na Bolívia para cortar as linhas de abastecimento do inimigo. Assim, em 18 de novembro, Plácido e seu exército de seringueiros atacou Santa Rosa, importante ponto de abastecimento boliviano no Abunã. Depois marchou para Costa Rica onde atacou os bolivianos no dia 8 de dezembro de 1902, dia de N. S. Senhora da Conceição. E é o próprio Plácido que conta que: 'A 8 contramarchamos conduzindo armas, munições, archivos, etc. da guarnição tomada e a 10 chegamos novamente em Xapury'.

## Entronização
A imagem foi finalmente entronizada na Catedral Nossa Senhora de Nazaré, localizada na capital do Acre, Rio Branco no dia 01 de maio de 2016, em ofício presidido pelo bispo Dom Joaquín Pertíñez, que explicou para a assembleia a origem da tela e de sua entronização, “para que sua presença e proteção, que esteve com acreanos ao longo de sua história, continue a acompanhar os filhos de tantos seringueiros que aqui trabalharam e como grande expressão de sua fé, transmitiram a seus descendentes a devoção a Nossa Senhora”, exortou Dom Joaquín. 

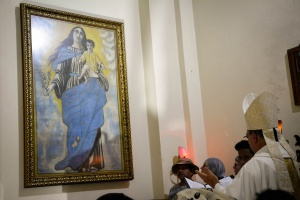
(Foto: Neto Lucena)